# Guilherme Stephens
Guilherme Stephens (Landulph, Cornualha, 16 de Maio de 1731 — Lisboa, 5 de Maio de 1803) foi um industrial português.

## Biografia
Nasceu fruto de uma ligação ex-conjugal de um professor primário com uma criada. Mais tarde, quando o pai de Guilherme fica viúvo, acaba por casar finalmente com a mãe, e juntos terão mais filhos.
Ambos os pais morrem cedo. Mudou-se para Portugal em 1746, quando tinha apenas 15 anos, no tempo do Marquês de Pombal, fixando-se em Lisboa. Trabalhou como contabilista com um tio, e mais tarde com outros comerciantes da capital. Mas o terramoto de 1755 arrasa também com o emprego que tinha. Ele e o tio hão de passar cerca de um ano a viver em abrigos, nos subúrbios de Lisboa.
Pleno de iniciativa, começou por explorar nos arredores de Alcântara alguns fornos de cal que começaram a laborar em 1757, utilizando carvão de pedra que mandava vir de Inglaterra, livre de direitos. Mas acaba por fechar, perante o atraso na reconstrução de Lisboa.
Nos princípios de 1769 adquire a sua primeira fábrica, uma indústria de vidros que, até então, pertencia a John Beare, e que estava localizada na Marinha Grande. Reinaugurada a 7 de Julho daquele ano, logo se começou a fazer sentir a sua forte actividade, aumentando as suas instalações, empregando mais operários e dotando-a com os mais aperfeiçoados maquinismos da época. O Marquês de Pombal, reconhecendo o seu valor, protegeu-o como óptimo auxiliar na grande empresa de regeneração industrial do País, e concedeu-lhe um empréstimo de 32 contos de réis, sem juros nem limite temporal de pagamento, podendo fazer os pagamentos parciais em cal para obras públicos, a partir dos fornos que ainda possuía em Alcântara. D. José I deu-lhe permissão para gastar a lenha do Pinhal de Leiria, que lhe fosse precisa para a fábrica, durante quinze anos, privilégio que se tornou depois permanente, segundo alvará de 7-VII-1769. Em 1776 o rei declarava, numa nova provisão, que a fábrica ficava sob a imediata protecção do rei, como útil ao bem público, e ao dos pinhais. Esta concessão baseava-se na ideia de que, sendo bem feito e conscienciosamente dirigido, o corte das lenhas, não prejudicava a floresta, antes pelo contrário, limpava os seus ramos secos, que eram os que se permitia cortar.
Para laborar na fábrica, Stephens mandou vir de Inglaterra mestres especializados na indústria do vidro, contratou cinco especialistas genoveses e admitiu um grande número de operários, a quem mandou ensinar essa arte. Construiu espaçosas oficinas no estilo pombalino, transformando aquela que fora a pequena fábrica de John Beare, numa das primeiras fábricas de vidro da Europa do seu tempo, não esquecendo a cultura e os divertimentos para os seus operários, que tinham acesso a instrução primária, a lições de desenho e de música.
À sua iniciativa deve-se o facto de outros industriais de nacionalidade portuguesa correrem a estabelecer também outras fábricas na Marinha Grande que, de pequena povoação que era, se transformou numa das mais importantes cidades do distrito de Leiria.
Guilherme Stephens foi coadjuvado por seu irmão João Diogo Stephens, que lhe sucedeu na direcção da fábrica e que, em 1826, a legou ao Estado, em benefício da Marinha Grande em particular e do Reino, em geral.